# غوس أوتو
غوس أوتو (بالإنجليزية: Gus Otto)‏ هو لاعب كرة قدم أمريكية أمريكي، ولد في 8 ديسمبر 1943 في سانت لويس في الولايات المتحدة.

## وصلات خارجية
- غوس أوتو على موقع مرجع كرة القدم المحترفة.كوم (الإنجليزية)